# Szynszyloszczur boliwijski
Szynszyloszczur boliwijski (Abrocoma boliviensis) – gatunek ssaka z rodziny szynszyloszczurowatych (Abrocomidae), zamieszkujący rejon miasta Comarapa w prowincji Manual M. Caballero, departament Santa Cruz, w Boliwii. Gatunek jest krytycznie zagrożony, bowiem zamieszkuje teren mniejszy od 100 km².
Szynszyloszczur boliwijski zamieszkuje skalistą, porośniętą lasem mglistym, krzewami dolinę rzeki Comarapa, na wysokości do 2500 m n.p.m. (według IUCN na wysokości 1800–2270 m n.p.m.)
Brak dokładnych danych na temat wielkości szynszyloszczura boliwijskiego. Jednostkowy znany pomiar mówił o długości tułowia 174 mm. Gatunek został opisany jako „znacznie mniejszy od Abrocoma benetti”, który ma 195–250 g i waży 225 g (samce) i 300 g (samice). Najprawdopodobniej – jak pozostałe gatunki należące do rodziny szynszyloszczurowatych – są roślinożercami.